# Ганьчжоу
Ганьчжоу (кит. спр. 赣州市, піньїнь: Gànzhōu Shì) — місто-округ в східнокитайській провінції Цзянсі.

## Географія
Ганьчжоу розташовується на півдні провінції.

### Клімат
Місто знаходиться у зоні, котра характеризується вологим субтропічним кліматом. Найтепліший місяць — липень із середньою температурою 28.9 °C (84 °F). Найхолодніший місяць — січень, із середньою температурою 7.8 °С (46 °F).
| Клімат Ганьчжоу         | Клімат Ганьчжоу | Клімат Ганьчжоу | Клімат Ганьчжоу | Клімат Ганьчжоу | Клімат Ганьчжоу | Клімат Ганьчжоу | Клімат Ганьчжоу | Клімат Ганьчжоу | Клімат Ганьчжоу | Клімат Ганьчжоу | Клімат Ганьчжоу | Клімат Ганьчжоу | Клімат Ганьчжоу |
| Показник                | Січ.            | Лют.            | Бер.            | Квіт.           | Трав.           | Черв.           | Лип.            | Серп.           | Вер.            | Жовт.           | Лист.           | Груд.           | Рік             |
| Середній максимум, °C   | 12              | 13              | 17              | 23              | 28              | 31              | 34              | 34              | 30              | 26              | 20              | 14              | 23              |
| Середня температура, °C | 8               | 9               | 14              | 19              | 24              | 27              | 29              | 29              | 26              | 21              | 15              | 10              | 19              |
| Середній мінімум, °C    | 4               | 6               | 10              | 16              | 20              | 23              | 25              | 25              | 22              | 17              | 11              | 6               | 15              |
| Норма опадів, мм        | 57              | 102             | 171             | 189             | 223             | 212             | 117             | 130             | 84              | 61              | 53              | 44              | 1441            |
| ----------------------- | --------------- | --------------- | --------------- | --------------- | --------------- | --------------- | --------------- | --------------- | --------------- | --------------- | --------------- | --------------- | --------------- |
| Джерело: Weatherbase    |                 |                 |                 |                 |                 |                 |                 |                 |                 |                 |                 |                 |                 |

## Адміністративний поділ
Міський округ поділяється на 3 райони, 2 міста і 13 повітів:
| Карта | Карта     | Карта    | Карта            |
| --- | --------- | -------- | ---------------- |
| Сінго Нінду ① Шан'ю ② ③ Ганьсянь Юйду Жуйцзінь Чун'ї Даюй Сіньфен Аньюань Хуейчан ④ ⑤ Діннань Сюньу ① Шичен ② Нанькан ③ Чжангун ④ Цюаньнань ⑤ Луннань |           |          |                  |
| Статус | Назва     | Оригінал | Населення (2020) |
| Район | Ганьсянь  | 赣县区   | 576 310          |
| Район | Нанькан   | 南康区   | 888 474          |
| Район | Чжангун   | 章贡区   | 1 123 276        |
| Місто | Жуйцзінь  | 瑞金市   | 613 894          |
| Місто | Луннань   | 龙南市   | 319 166          |
| Повіт | Аньюань   | 安远县   | 346 435          |
| Повіт | Даюй      | 大余县   | 264 995          |
| Повіт | Діннань   | 定南县   | 209 914          |
| Повіт | Нінду     | 宁都县   | 702 394          |
| Повіт | Сінго     | 兴国县   | 715 149          |
| Повіт | Сіньфен   | 信丰县   | 673 763          |
| Повіт | Сюньу     | 寻乌县   | 280 219          |
| Повіт | Хуейчан   | 会昌县   | 451 513          |
| Повіт | Цюаньнань | 全南县   | 169 503          |
| Повіт | Чун'ї     | 崇义县   | 177 831          |
| Повіт | Шан'ю     | 上犹县   | 268 557          |
| Повіт | Шичен     | 石城县   | 283 182          |
| Повіт | Юйду      | 于都县   | 905 439          |